# St. Maria (Helchenried)

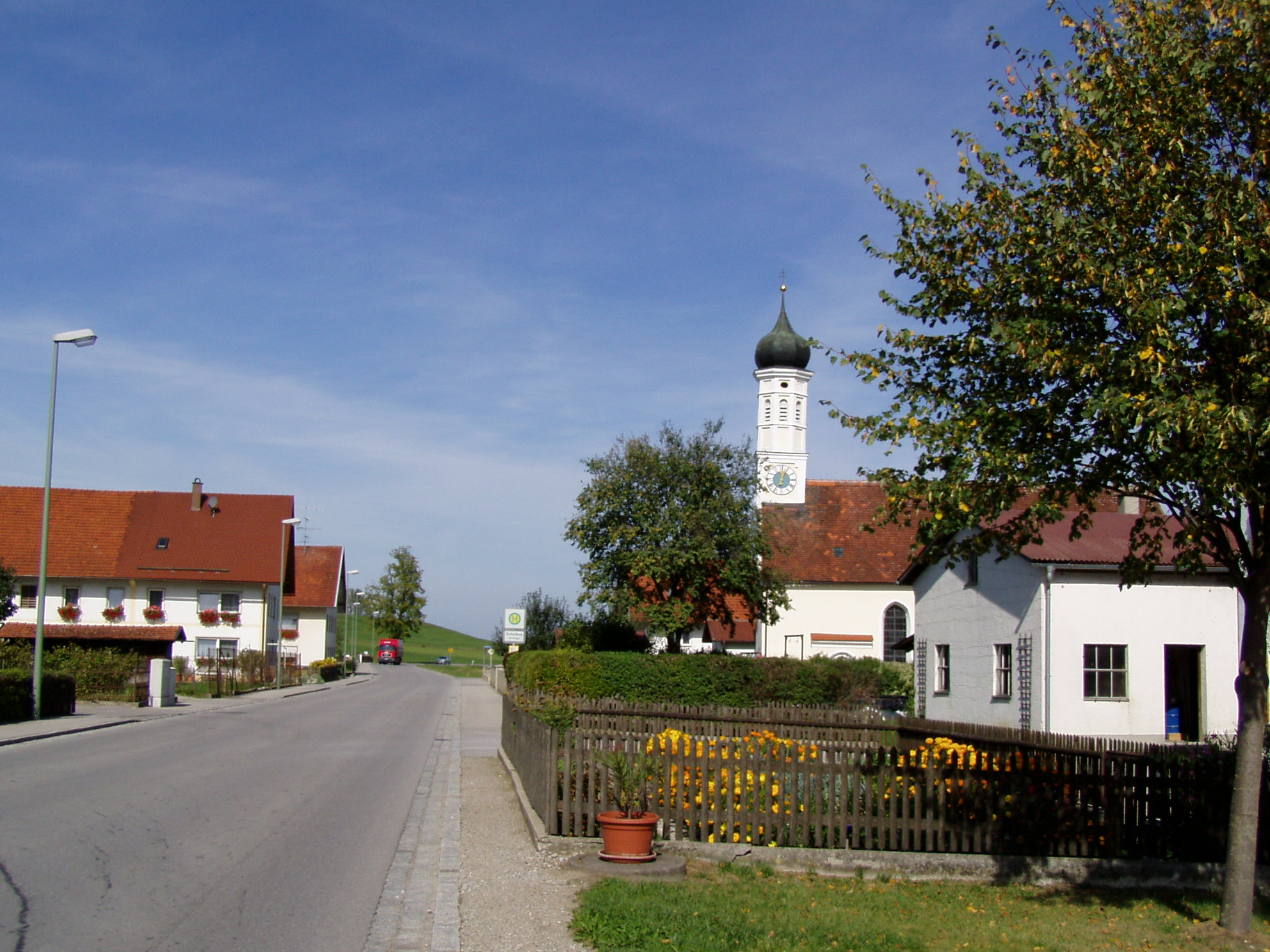
Filialkirche St. Maria vom Berg Karmel

Die römisch-katholische Filialkirche St. Maria vom Berg Kamel befindet sich in Helchenried, einem Ortsteil von Dirlewang im Landkreis Unterallgäu in Bayern. Die Kirche steht unter Denkmalschutz. Die Kirche ist dem Patronat Unserer Lieben Frau auf dem Berge Karmel anvertraut.

## Beschreibung
Die Kirche wurde in der zweiten Hälfte des 15. Jahrhunderts errichtet. Aus dem späten 16. Jahrhundert stammt der Dachreiter der Kirche. Ausgeführt ist die Kirche als einschiffiges Langhaus mit eingezogenem dreiseitig geschlossenem Chor. Die Holzdecke im Langhaus ist mit 1948 bezeichnet. Im Chor befindet sich ein Netzrippengewölbe auf Konsolen. Das Fresko der Apostel Paulus und Andreas an der südlichen Chorwand stammt aus dem 17. Jahrhundert. Die Statue der Muttergottes auf dem Altar stammt aus der Zeit um 1700. Flankiert wird sie von den aus der Zeit um 1500 stammenden Figuren der hll. Agnes, Barbara, Elisabeth und Sebastian.